# World Cup i bandy för damer 2009
World Cup i bandy för damer 2009 spelades i Dina Arena i Edsbyn i Sverige mellan den 16 och 18 oktober 2009 och vanns av Record Irkutsk, Ryssland, som i finalen besegrade Västerstrands AIK, Sverige med 7-1.

## Gruppspel

### Grupp A
Not: S = Spelade matcher, V = Vinster, O = Oavgjorda matcher, F = Förluster, GM = Gjorda mål, IM = Insläppta mål, MSK = Målskillnad, P = Poäng

#### Fredag16 oktober
- kl 14:00 Hälsingland - Söråker 3 - 1
- kl 17:00 Tranås - Tårneå 2 - 2
- kl 20:00 Härnösand - Vastus 4 - 0

#### Lördag17 oktober
- kl 07:00 Söråker - Härnösand 0 - 5
- kl 10:00 Tårneå - Hälsingland 7 - 1
- kl 13:00 Vastus - Tranås 2 - 0
- kl 16:00 Härnösand - Tårneå 4 - 0
- kl 19:00 Tranås - Söråker 6 - 1
- kl 22:00 Hälsingland - Vastus 3 - 2

### Grupp B
Not: S = Spelade matcher, V = Vinster, O = Oavgjorda matcher, F = Förluster, GM = Gjorda mål, IM = Insläppta mål, MSK = Målskillnad, P = Poäng

#### Fredag16 oktober
- kl 15:30 Västerstrand - Östersund 6 - 3
- kl 18:30 AIK - Record 3 - 5
- kl 21:30 Helsingfors - Uppsala 2 - 2

#### Lördag17 oktober
- kl 08:30 Östersund - AIK 0 - 13
- kl 11:30 Uppsala - Västerstrand 2 - 3
- kl 14:30 Helsingfors - Record 0 - 13
- kl 17:30 AIK - Uppsala 11 - 0
- kl 20:30 Östersund - Helsingfors 1 - 8
- kl 23:30 Record - Västerstrand 5 - 5

## Placeringsmatcher

### Söndag18 oktober
- Plats 11-12 kl 07:00 Söråker - Östersund 0 - 1
- Plats 9-10 kl 08:30 Vastus - Uppsala 2 - 2 (straffar 2-0)
- Plats 7-8 kl 13:00 Tårneå - Helsingfors 4 - 4 (straffar 1-0)
- Plats 5-6 kl 14:30 Tranås - AIK 1 - 9

## Slutspelet

### Söndag18 oktober
- Semifinal 1 kl 10:00 Härnösand - Västerstrand 2 - 2 (straffar 0-1)
- Semifinal 2 kl 11:30 Hälsingland - Record 0 - 13

- Bronsmatch kl 16:00 Härnösand - Hälsingland 3 - 4

- Final kl 17:30 Västerstrand - Record 1 - 7